# Karl Eduard Eichwald

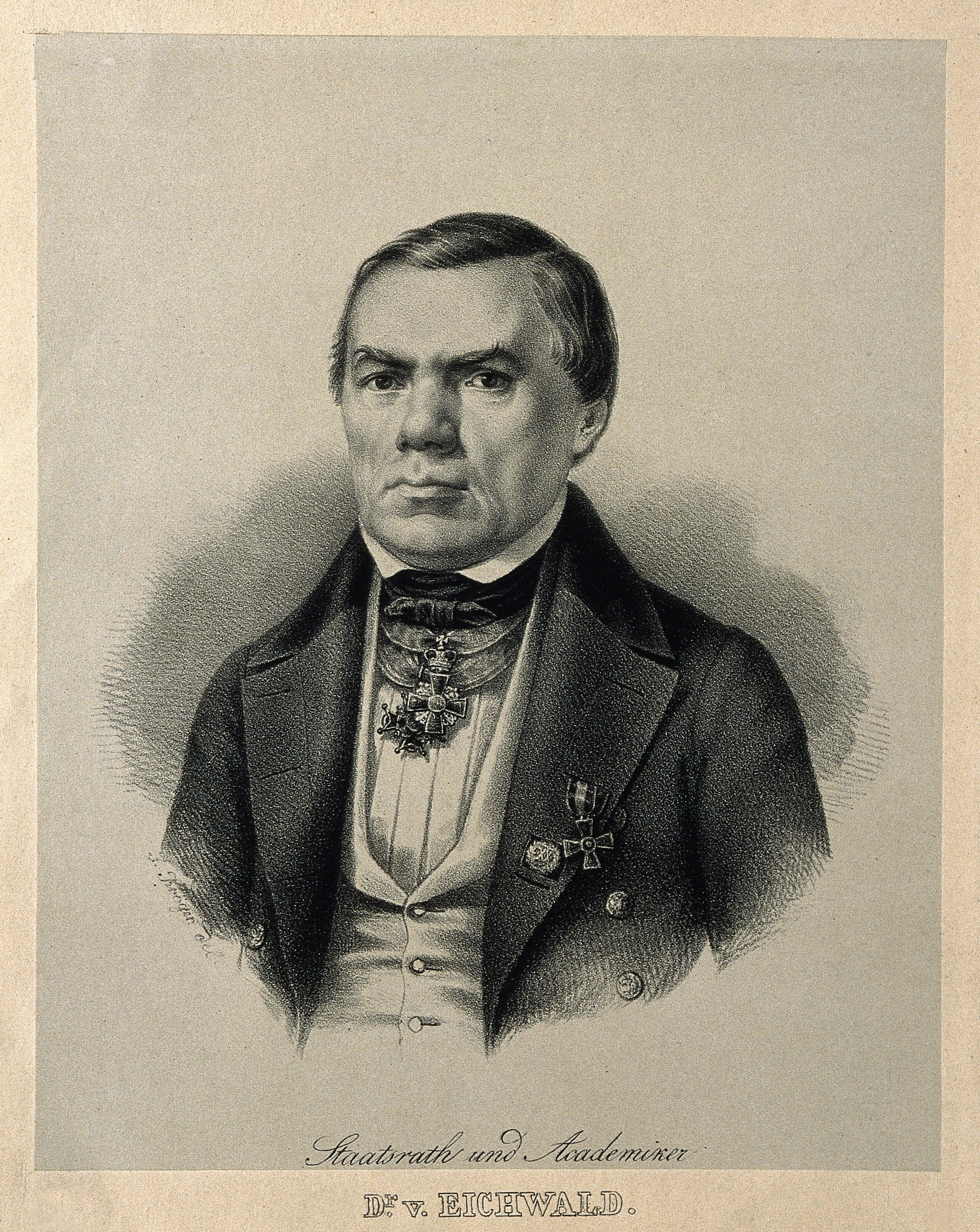
Karl Eduard Eichwald

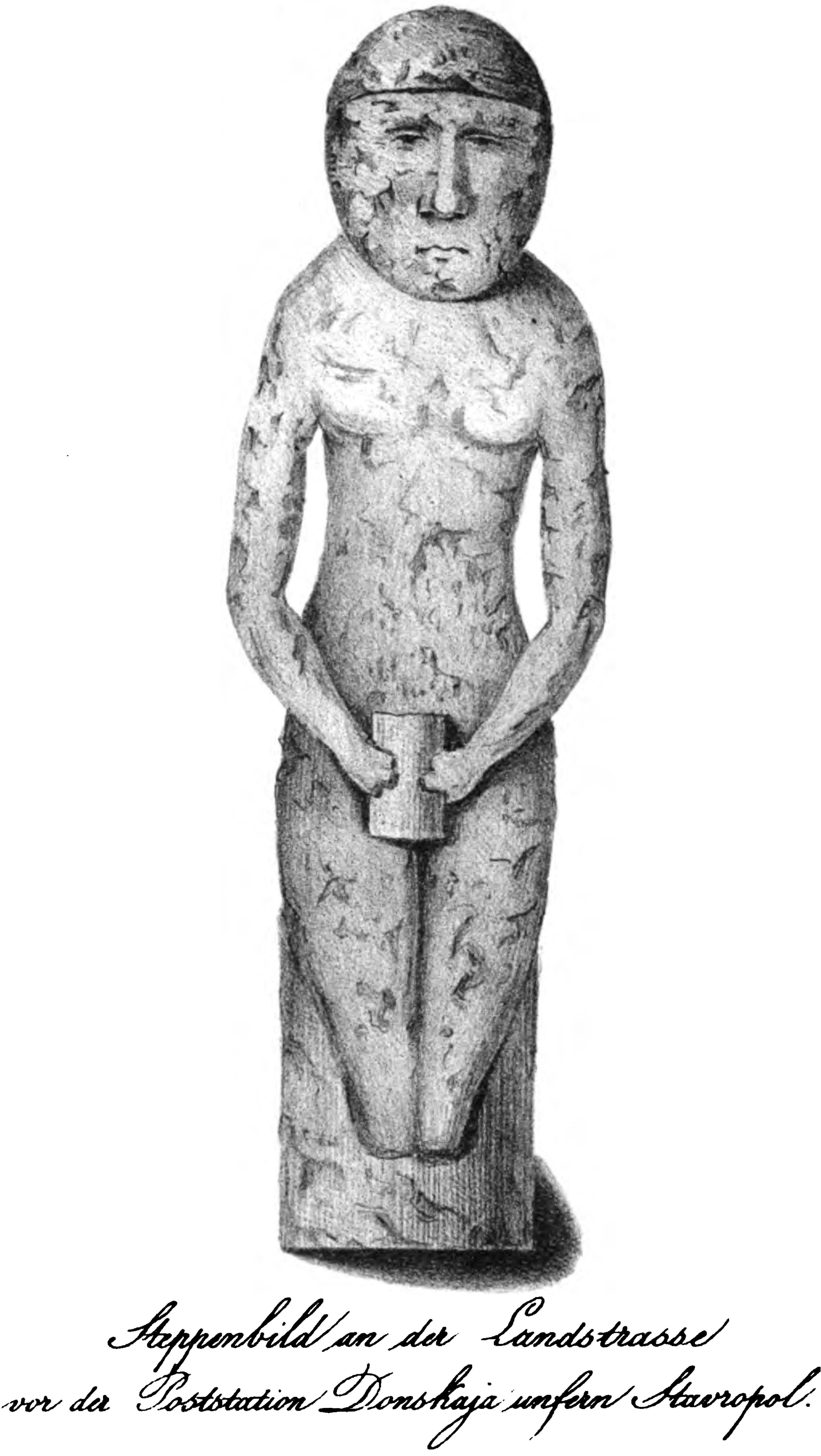
Steppenbild an der Landstraße vor der Poststation Donskoje unfern Stawropol, Skizze Eichwalds

Johann Karl Eduard von Eichwald (russisch Эдуард Иванович Эйхвальд Eduard Iwanowitsch Eichwald; * 4. Juli 1795 in Mitau; † 4. Novemberjul. / 16. November 1876greg. in Sankt Petersburg) war ein baltendeutscher Naturforscher mit Arbeitsschwerpunkten in Geologie, Zoologie und Medizin.

## Leben
Eichwald studierte seit 1814 in Berlin und Wien Naturwissenschaft und Medizin, wurde 1821 Privatdozent in Dorpat und 1823 Professor der Zoologie und Entbindungskunde in Kasan. Von hier aus unternahm er große Forschungsreisen an die Ufer des Kaspischen Meers und in den Kaukasus.
Als russischer Staatsrat und Professor der Zoologie und Geburtshilfe 1827 nach Vilnius in die Universität Vilnius versetzt, fungierte er dort als beständiger Sekretär der 1832 errichteten mediko-chirurgischen Akademie und erhielt 1838 das Katheder der Zoologie und Mineralogie an der mediko-chirurgischen Akademie in St. Petersburg.
Eichwald hat sich um die geognostische, botanische und zoologische Erforschung des russischen Reichs große Verdienste erworben.
Auf größeren Reisen, die er 1836 durch Oberitalien und die Schweiz, 1838 durch Estland und Finnland, das Gouvernement Sankt Petersburg sowie durch die skandinavischen Reiche unternahm, verfolgte er hauptsächlich geologische Zwecke. 
Zum Professor der Paläontologie an dem Petersburger Berginstitut ernannt, wandte er sich dem Studium der vorweltlichen Überreste in Russland zu, was ihn 1846 zu einer Reise durch die Eifel, Tirol, Italien, Sizilien und Algerien veranlasste. Er berichtet darüber in dem Werk Naturhistorische Bemerkungen, als Beitrag zur vergleichenden Geognosie (Stuttgart 1851). 
1822 wurde er zum Mitglied der Leopoldina und 1841 der Akademie der Wissenschaften zu Göttingen gewählt. Die Russische Akademie der Wissenschaften nahm ihn 1827 als korrespondierendes Mitglied auf. 1851 trat er in den Ruhestand und starb 1876 in St. Petersburg.

## Familie
Eichwald heiratete 1825 Sophie Philippine Antoinette Finke in Kasan. Das Ehepaar hatte einen Sohn: Eduard Georg Eichwald.

## Schriften
- Reise auf dem Kaspischen Meer und in den Kaukasus, unternommen in den Jahren 1825–26 (Stuttgart 1834–1837, 2 Bde.); Band 1 (1834), Band 1,2 (1837), Band 2 (1838)
- Alte Geographie des Kaspischen Meers, des Kaukasus und des südlichen Rußland. Berlin 1838.
- Mémoire sur les richesses minérales des provinces occidentales de la Russie. Wilna 1835.
- Über das silurische Schichtensystem von Estland. Petersburg 1840. (Digitalisat)
- Die Urwelt Rußlands. Petersburg 1840–1847, 4 Hefte. (Digitalisat Heft 1), (Heft 3)
- Die Paläontologie Rußlands (Bd. 1, Petersburg 1851; franz., Stuttgart 1850)
- Analekten (Analekten (griech., „Aufgelesenes“), eine Sammlung auserlesener Stellen aus Schriftstellern, besonders Dichtern; dann auch s. v. w. Sammelschrift) aus der Paläontologie und Zoologie Rußlands (Moskau 1872)
- Geognostisch-paläontologische Bemerkungen über die Halbinsel Mangischlak und die Aleutischen Inseln. Akademie der Wissenschaften, St. Petersburg 1871. (Digitalisat)